# Sub Coastă, Cluj
Sub Coastă este un sat în comuna Apahida din județul Cluj, Transilvania, România.

## Imagini

Comuna Apahida și satele componente
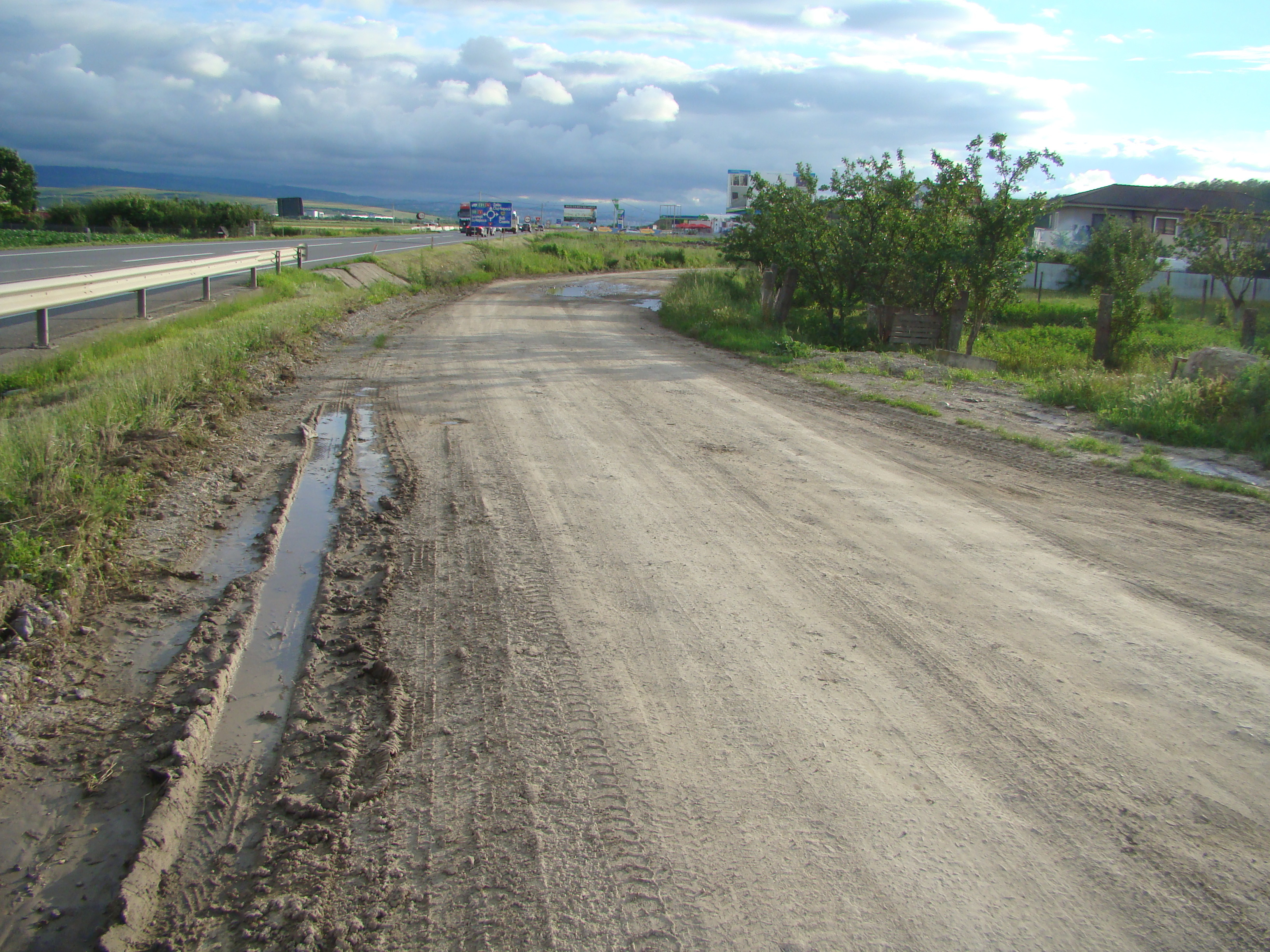
Se află în vecinătatea centurii Apahida-Vâlcele
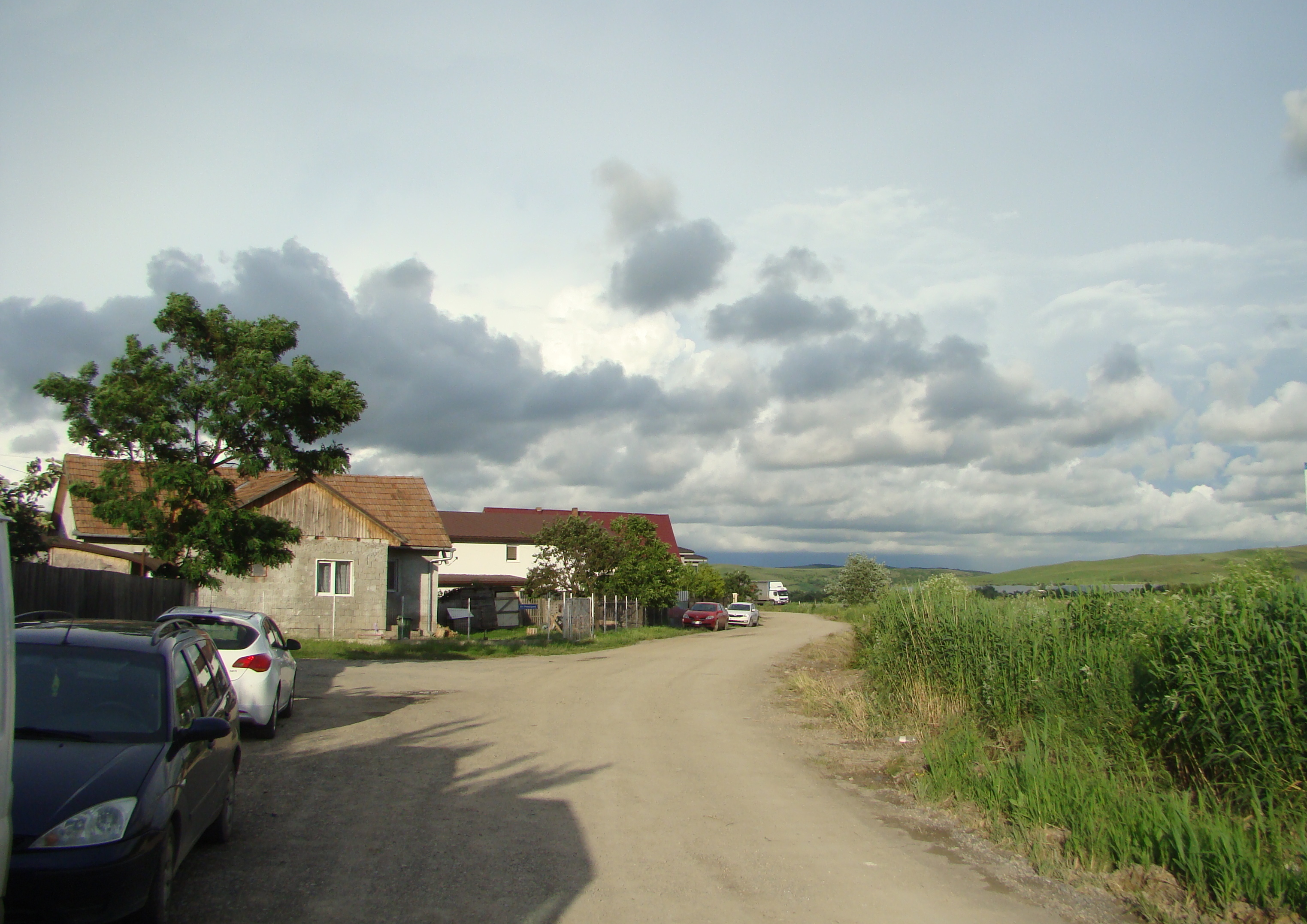
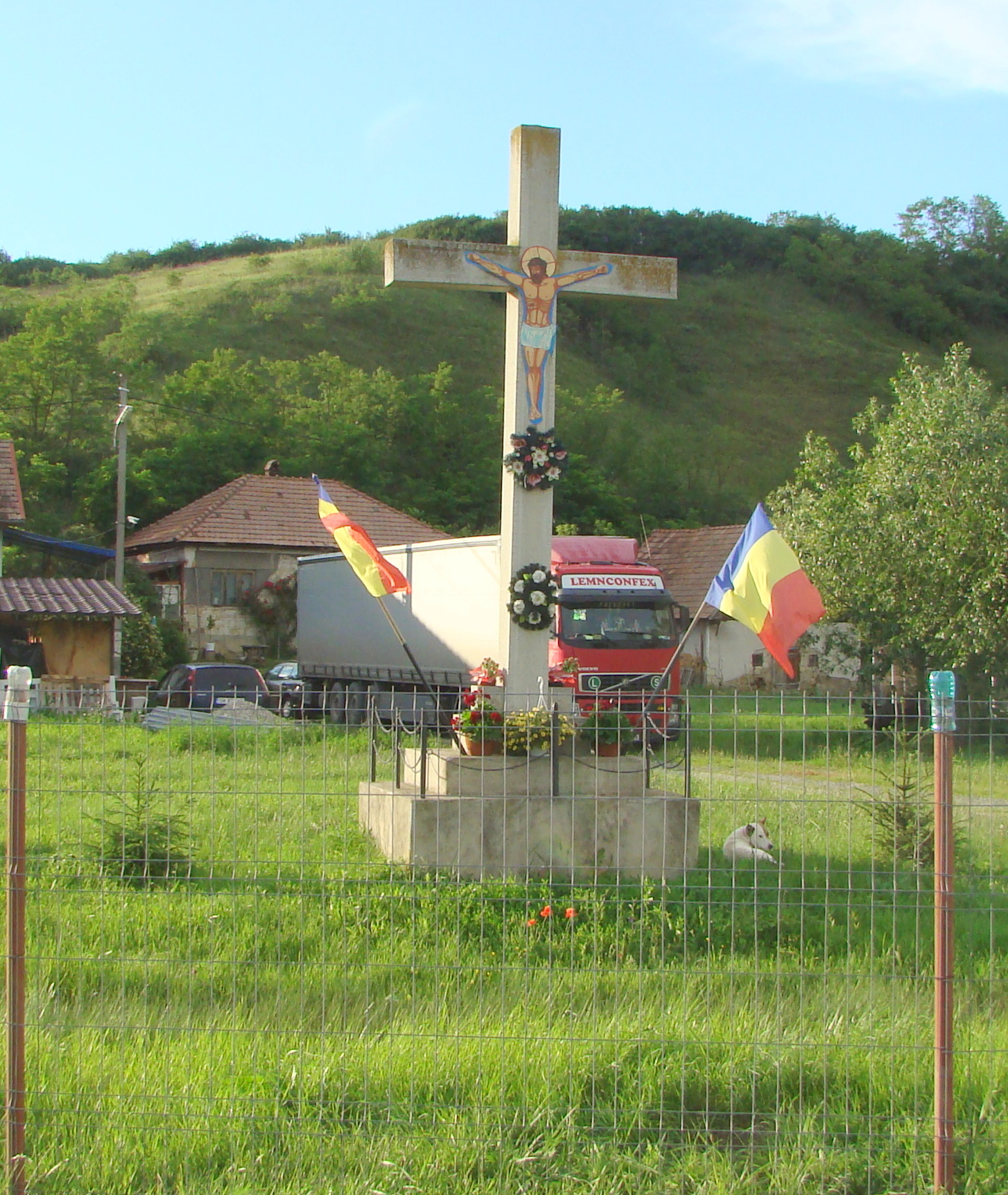
Locul în care se va construi biserica localităţii
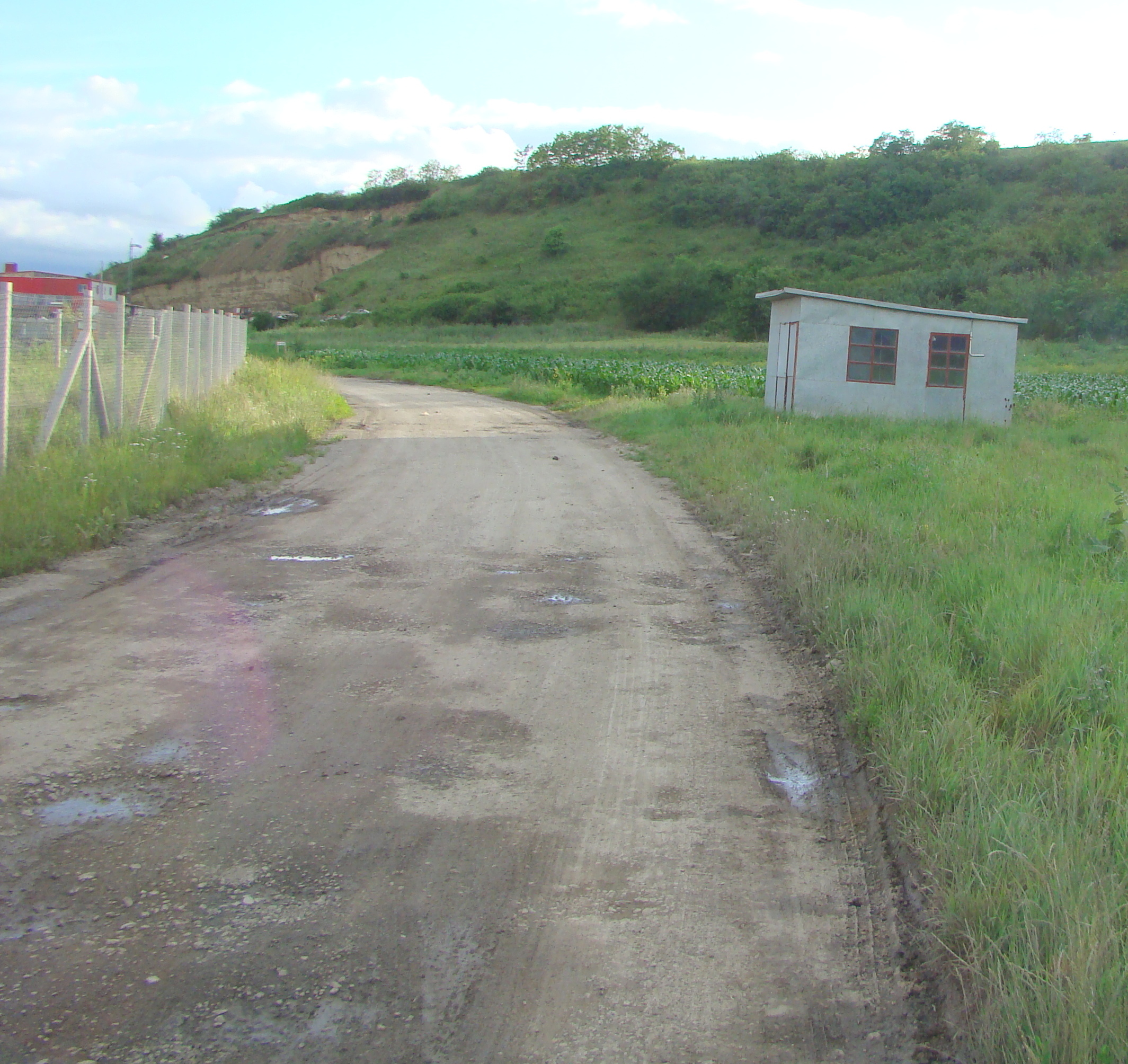
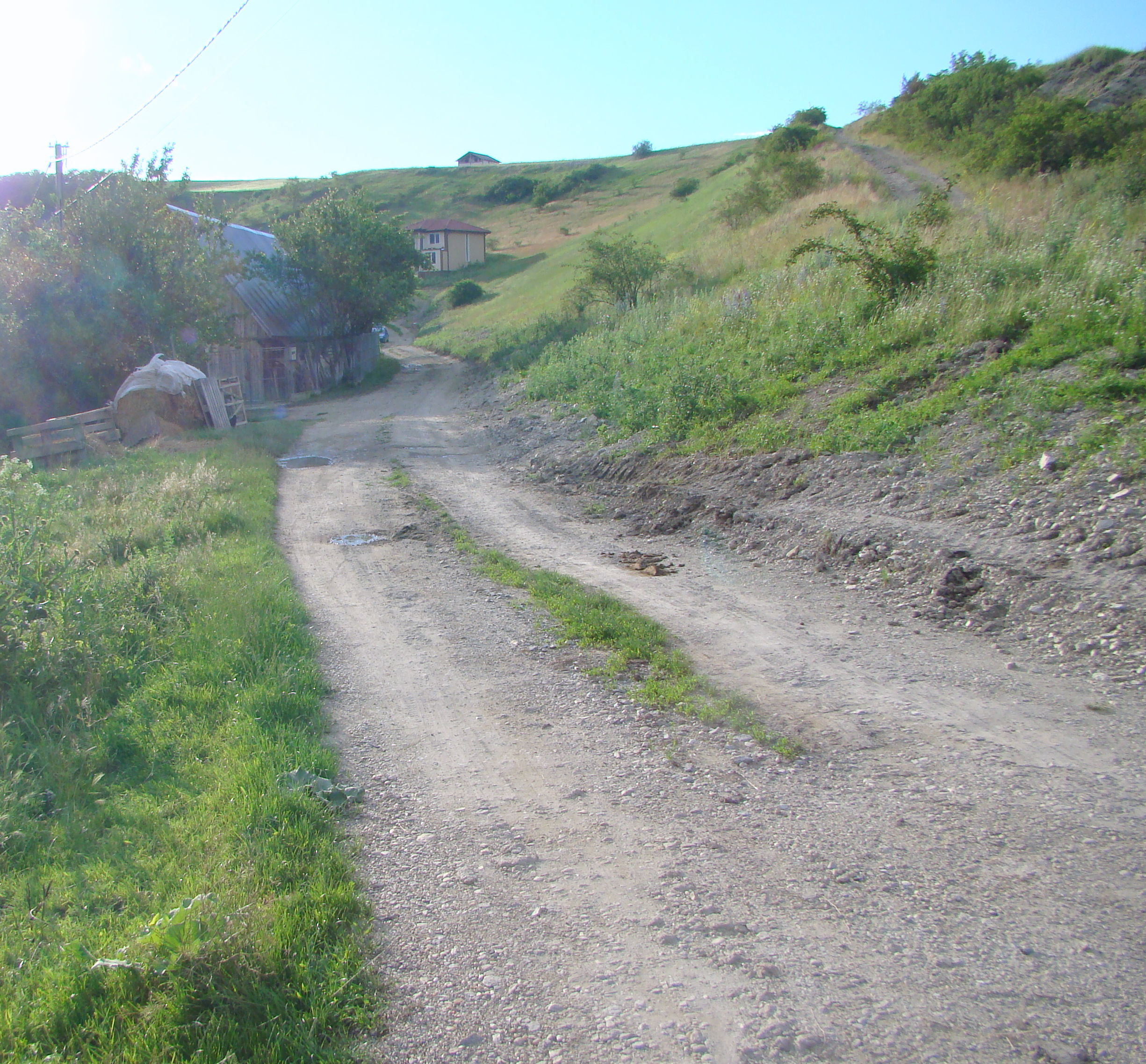